# 沃羅赫塔
沃罗赫塔（羅馬化：Vorokhta）是烏克蘭西部伊萬諾-弗蘭科夫斯克州纳德维尔纳区沃罗赫塔市镇内的市级镇及行政中心。坐落在喀尔巴阡山间、普魯特河畔，始建於17世纪，2022年人口4,207。

## 历史
根据当地传说，沃罗赫塔始建于17世纪。此说法得到波兰地理学家扬·法尔科夫斯基的证实。波兰军队曾在名为沃罗赫塔的城镇驻扎。当时主要人口由农民、畜牧业者和手工业者组成。当地居民曾积极支持反波兰的起义领袖奥列克萨·多夫布什。波兰被瓜分后此地归属奥地利帝国。在1848年革命后，尽管奥地利帝国废除了农奴制，但沃罗赫塔仍有坐拥800摩尔亨土地的大地主。
由于当地经济萎靡，很多当地人移民美洲，如加拿大、阿根廷和巴西。
1894年修建的斯坦尼斯拉夫-沃罗赫塔-拉希夫铁路助力了当地经济的发展；1906-10年，奥地利在沃罗赫塔建造了一座木材厂，人口也开始增加；此时沃罗赫塔也吸引了一批乌克兰诗人，如马尔科·切列姆希纳和米哈伊尔·科秋宾斯基。1903年，在沃罗赫塔成立了加利西亚乌克兰语教育组织"Просвіта"的地方分支机构。
第一次世界大战期间，此地曾是战场。一战结束后归复国后的波兰。1939年此地为苏联占领，并划归乌克兰苏维埃社会主义共和国伊萬諾-弗蘭科夫斯克州管辖。1960年设立市级镇建制。
在2020年7月18日乌克兰行政区划改革前，沃罗赫塔隶属于亞列姆恰州辖市。改革后该该州辖市并入纳德维尔纳区，沃罗赫塔与塔塔里夫村组合为沃罗赫塔市镇，并成为该市镇的行政中心。

## 基础设施
有铁路经过并在沃罗赫塔设站。镇上有一座木材厂和为患有活动性肺结核和骨结核的人提供康复的疗养院，附近还有苏联时期修建的滑雪场。

## 图集

沃罗赫塔
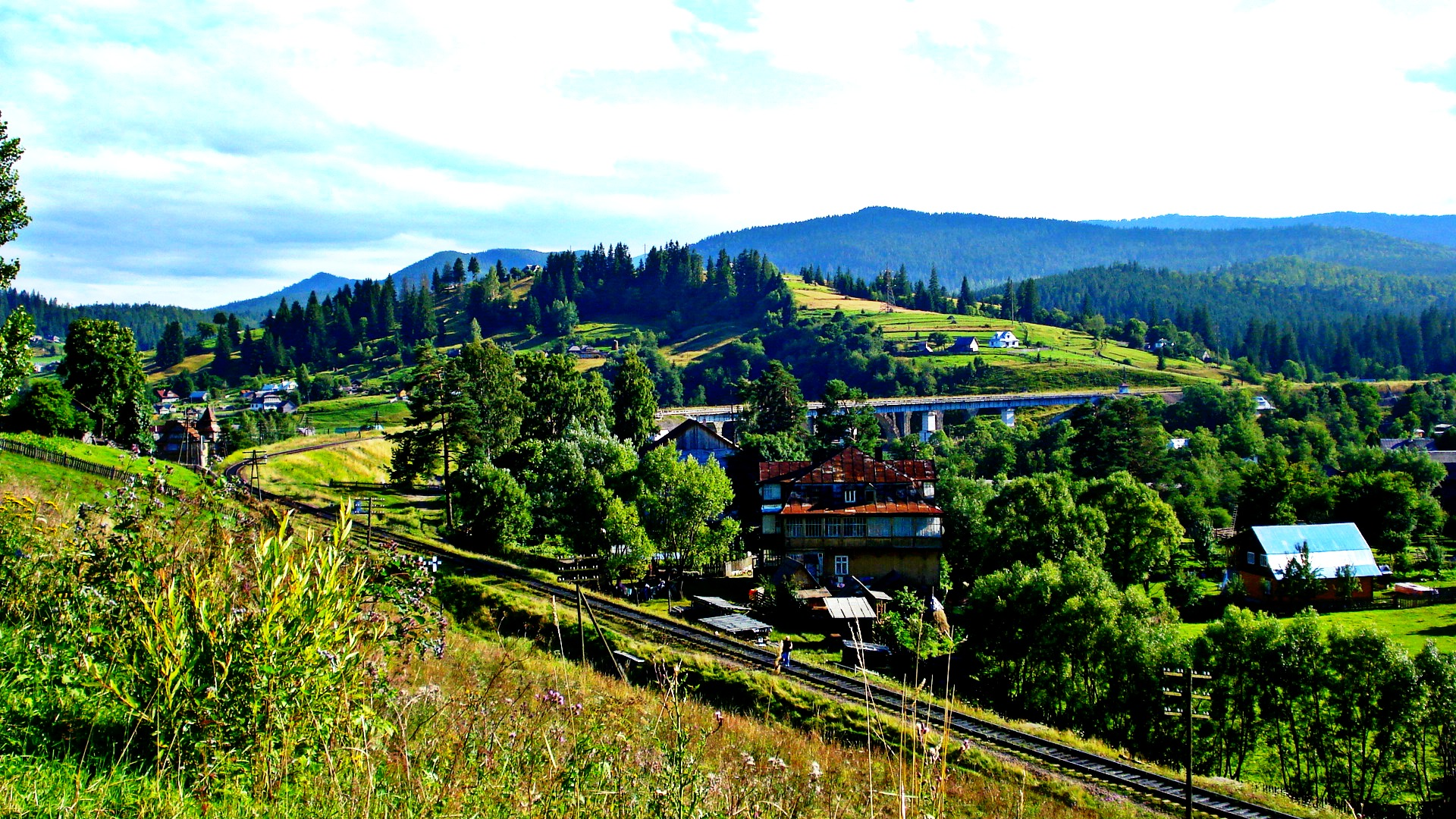
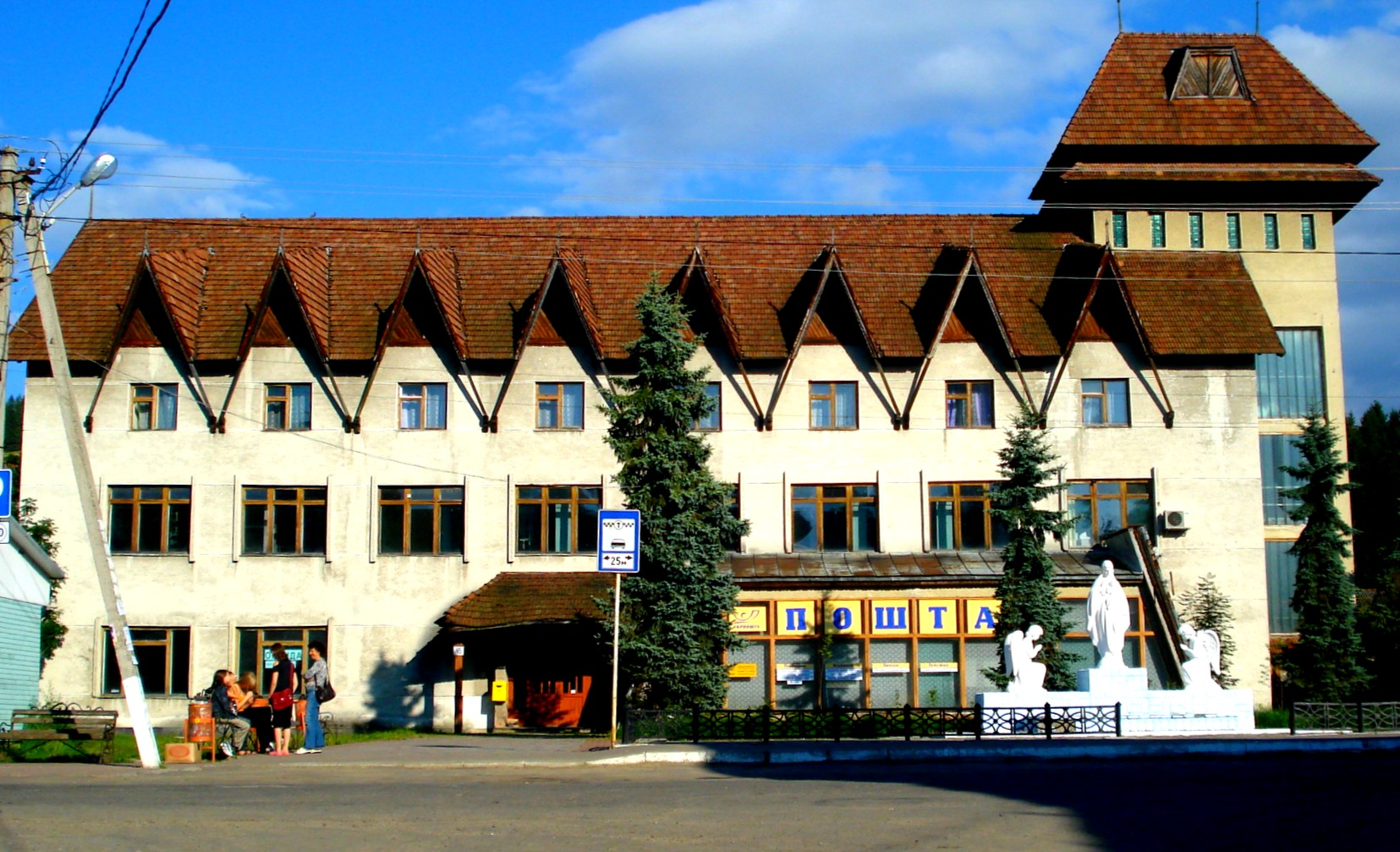
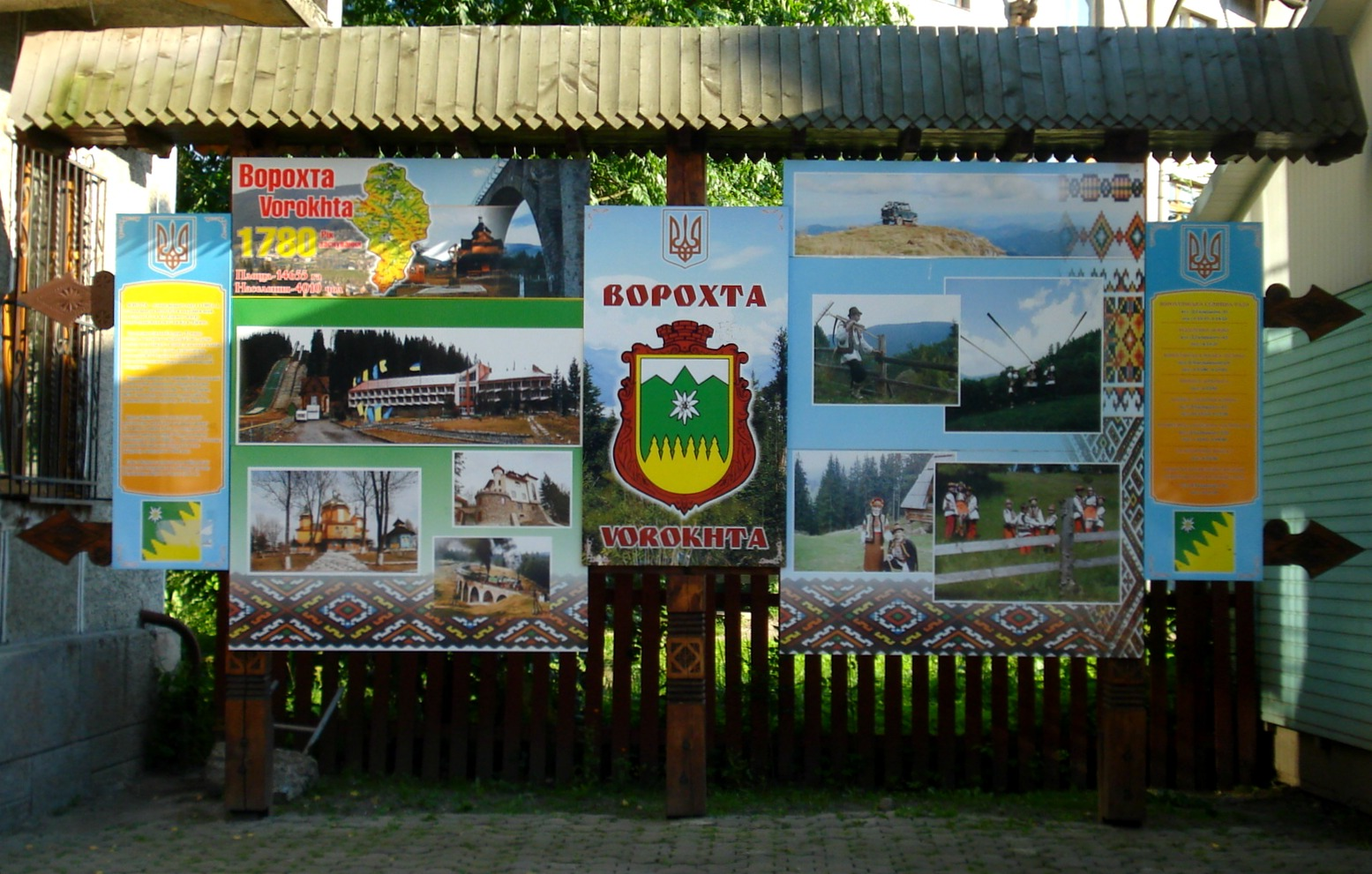
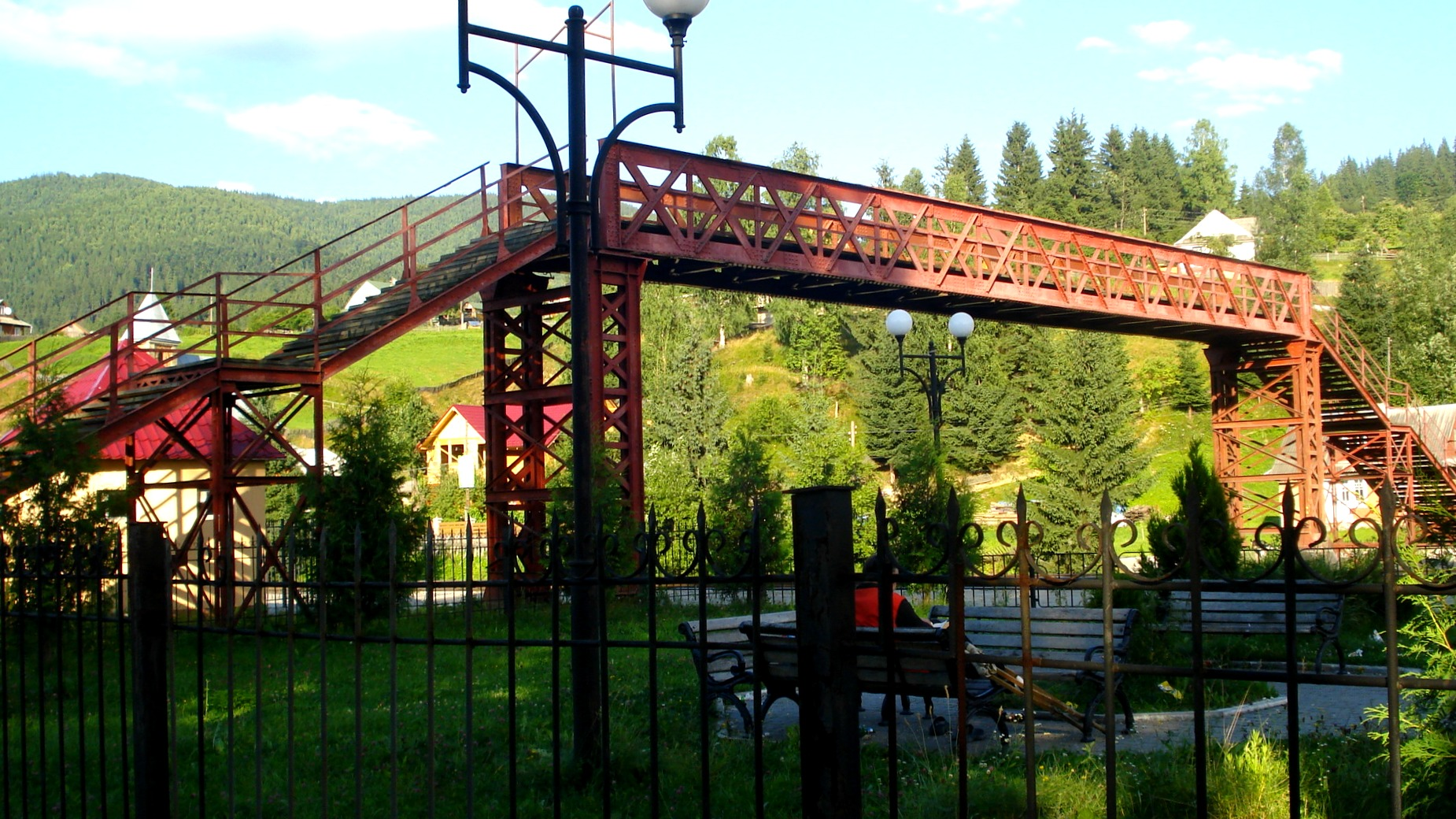
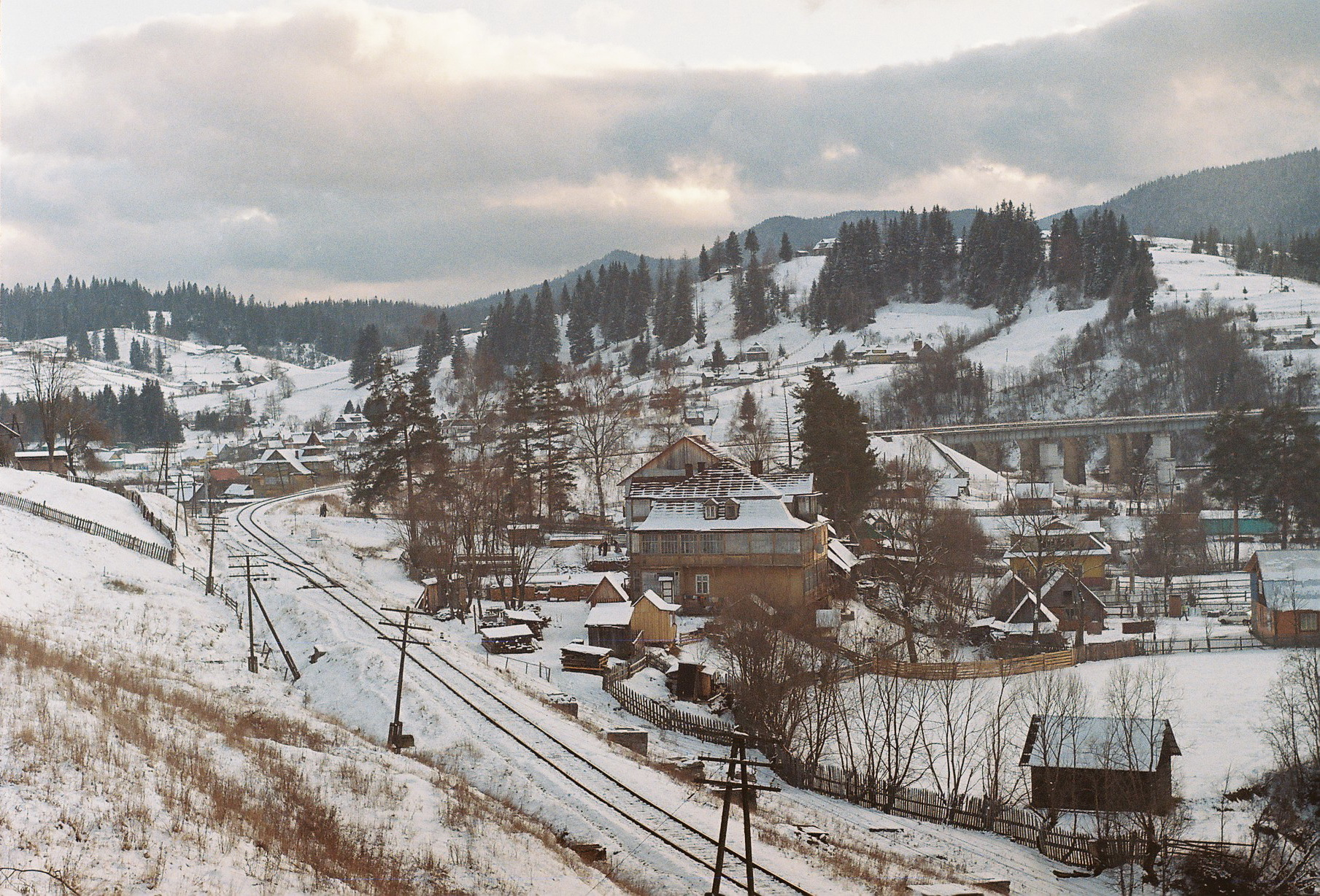
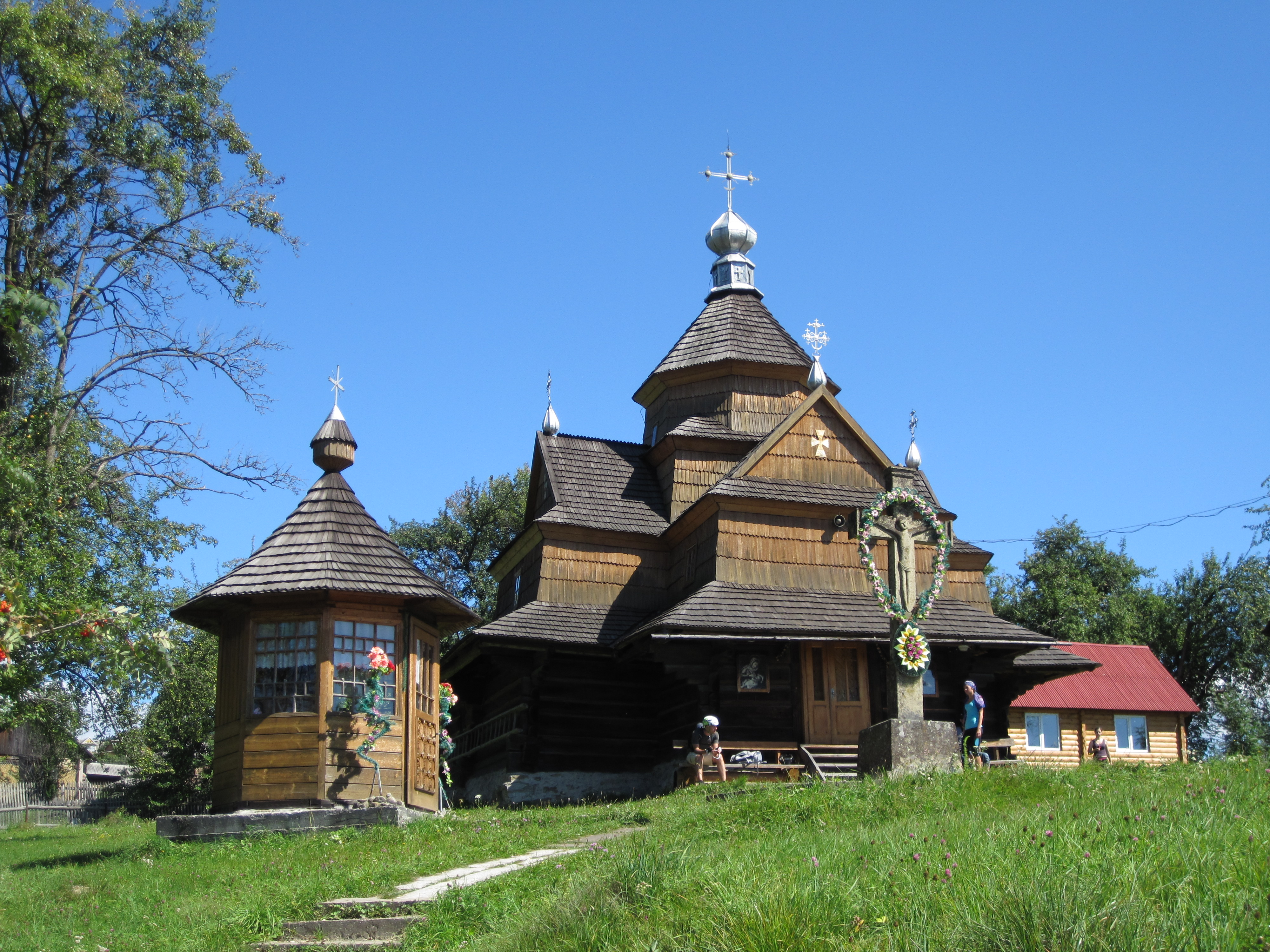
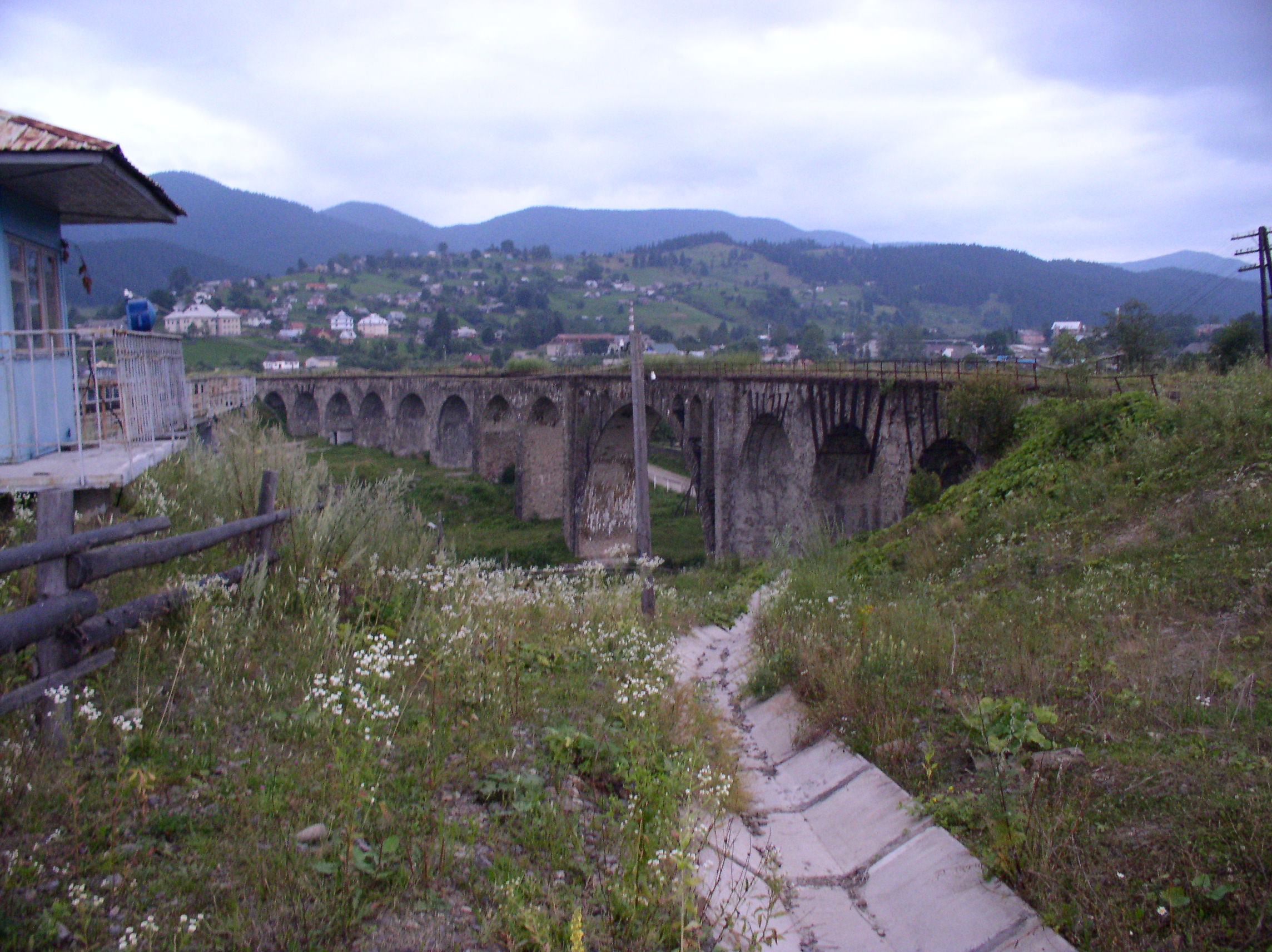
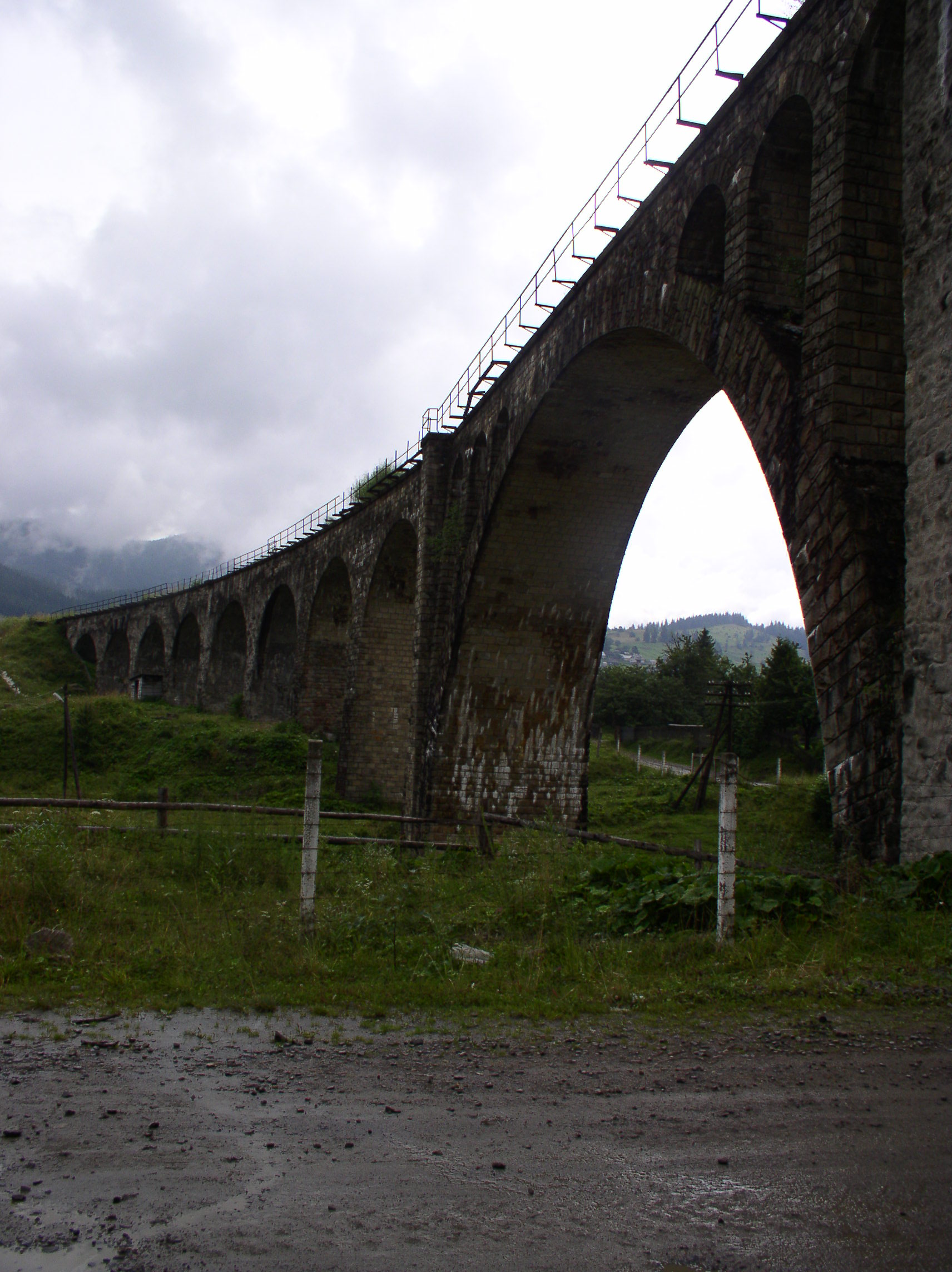
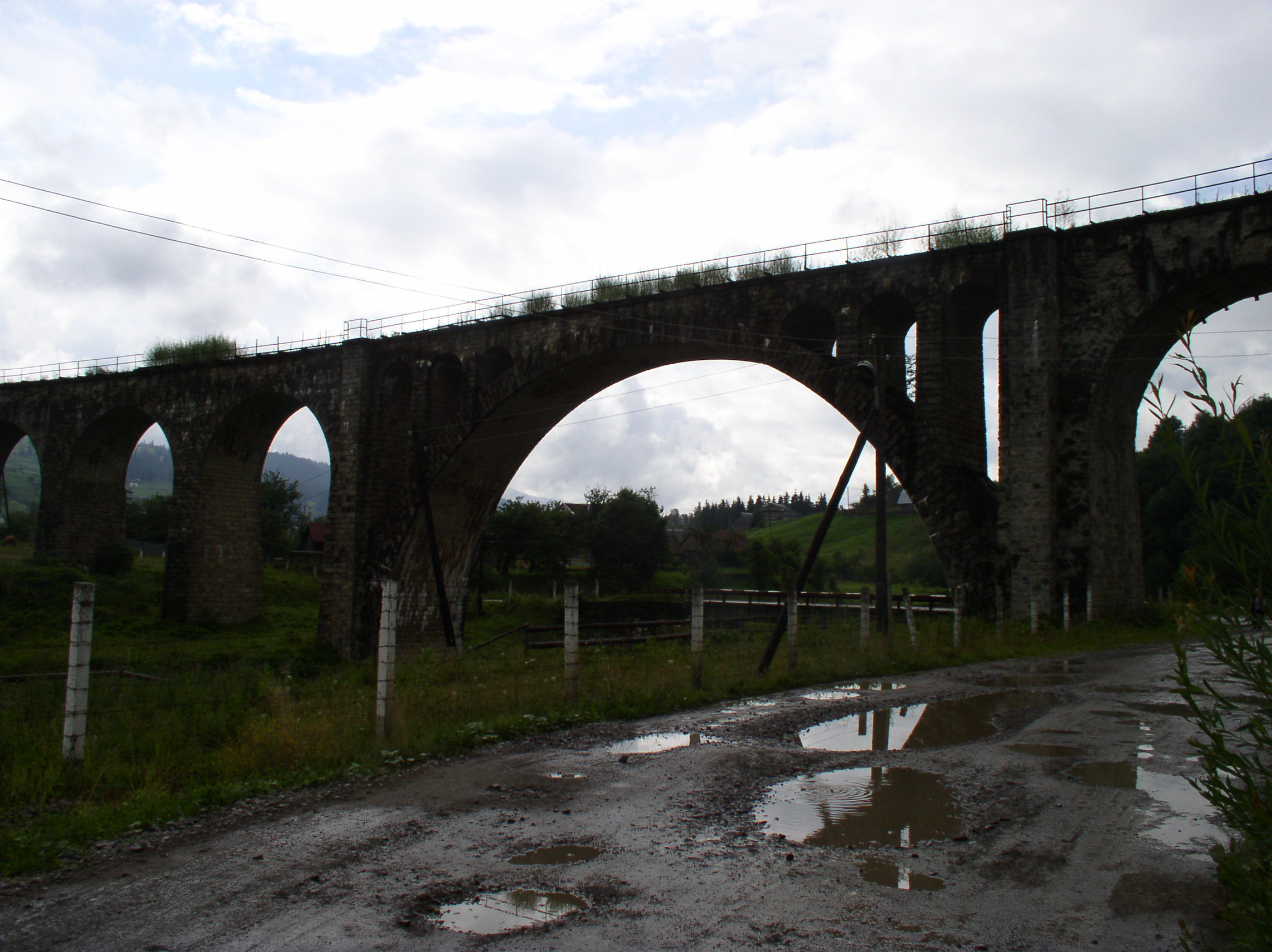
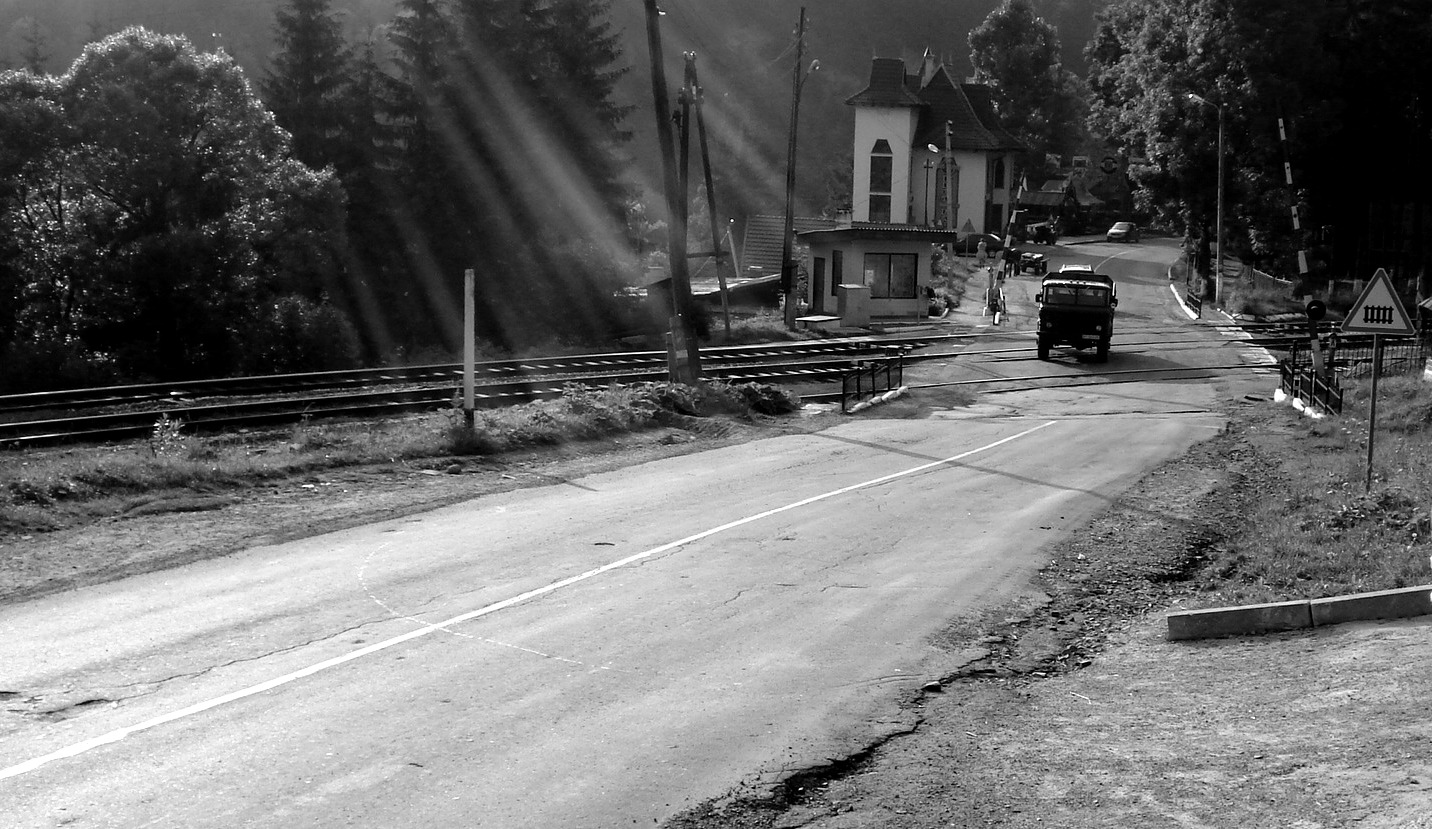
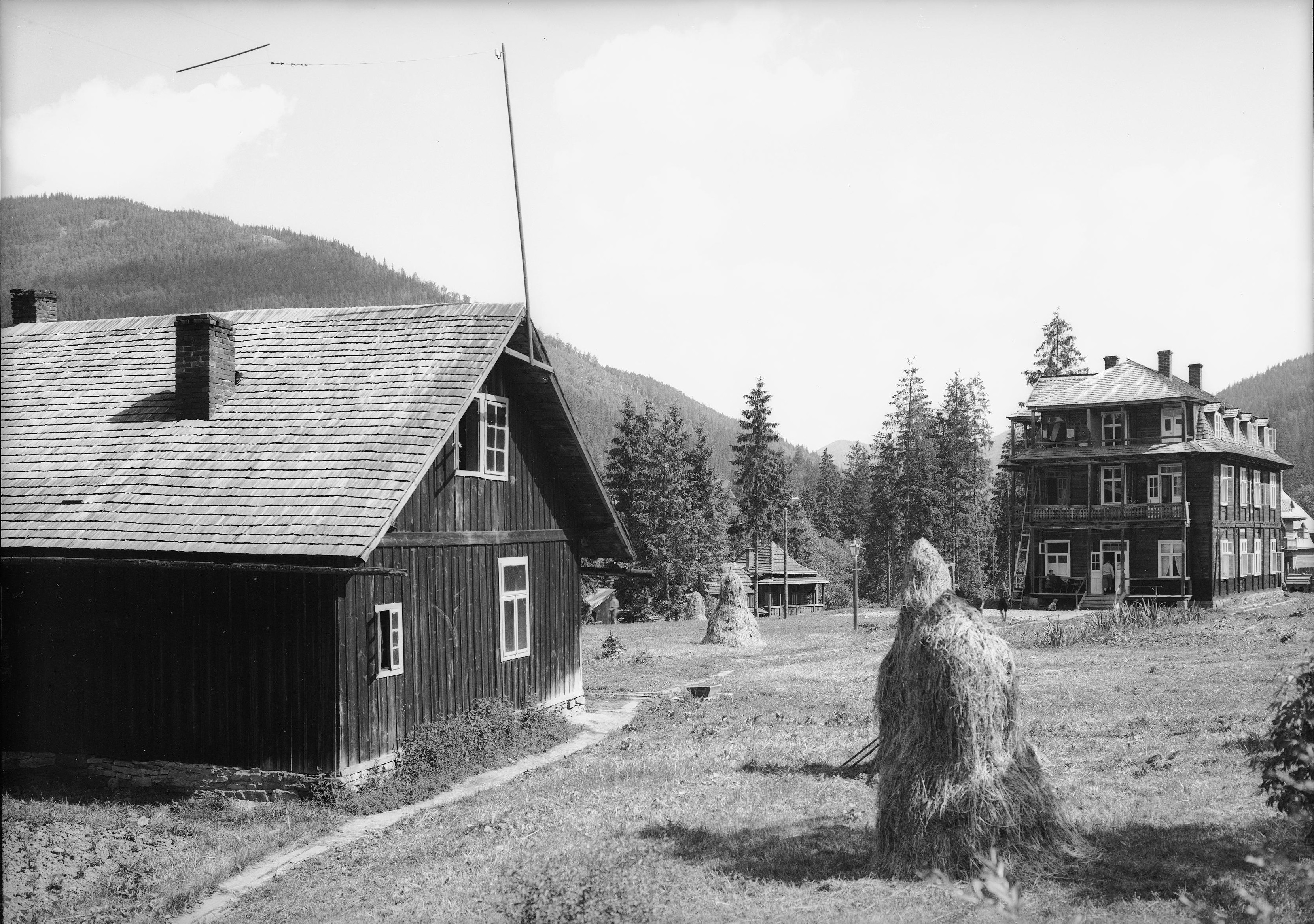
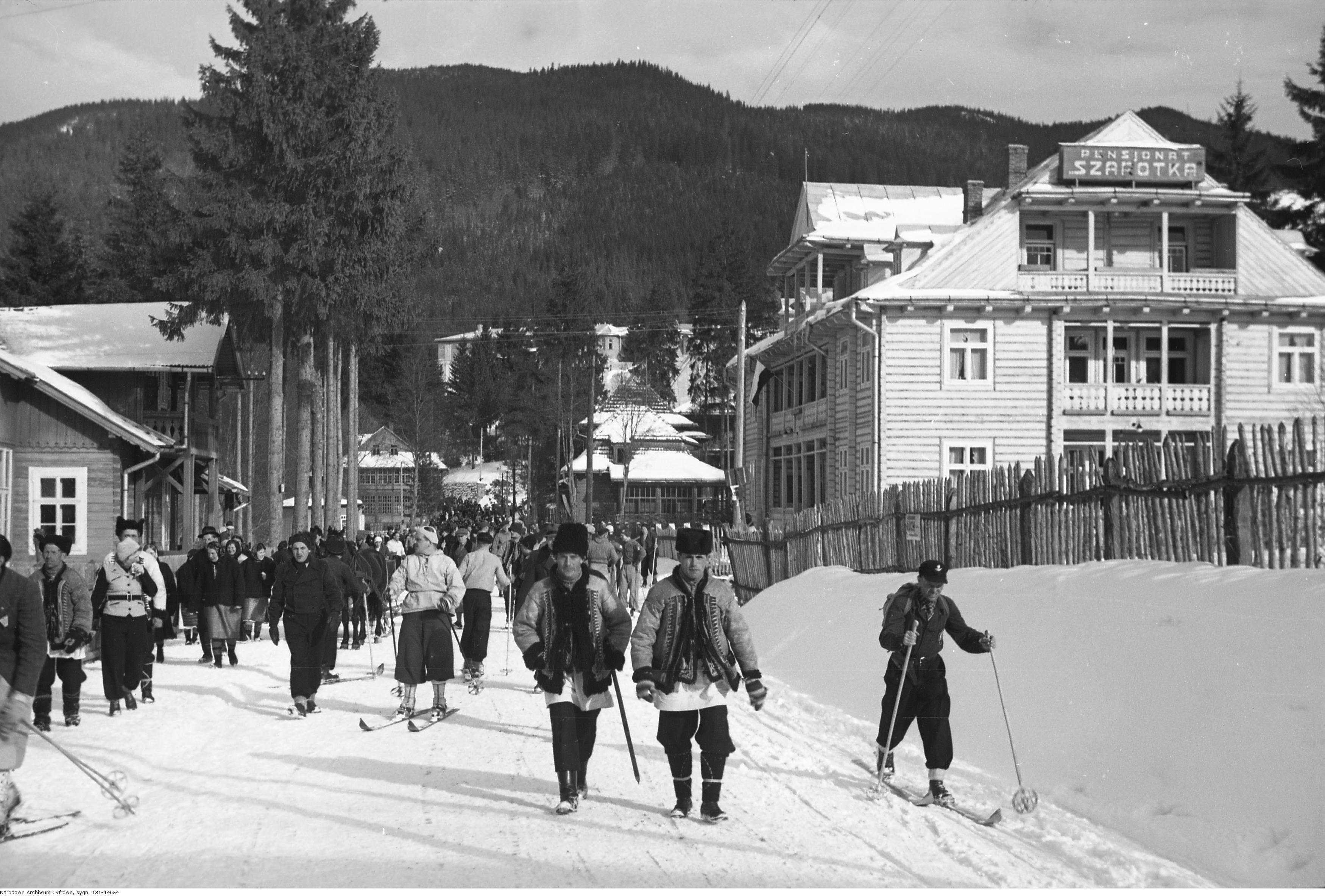
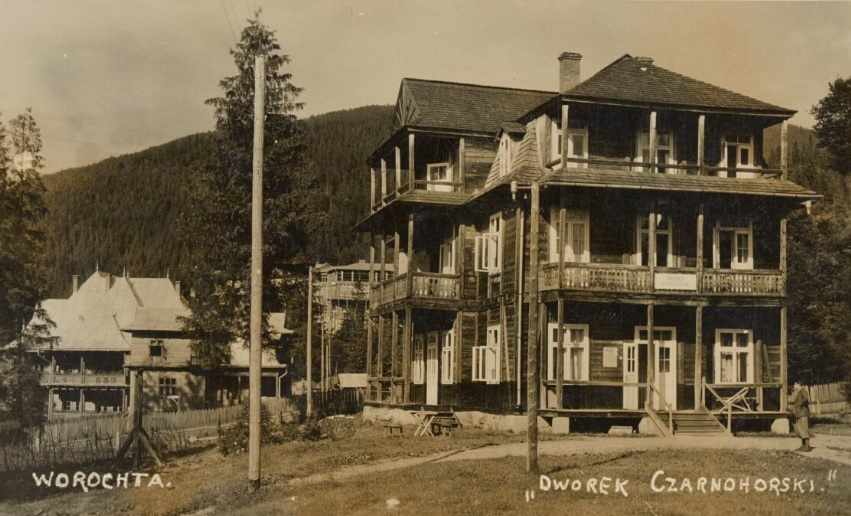